# Ktimene (Ort)
Ktimene (auch Dolopeis) war eine antike Stadt in Dolopia, einer Landschaft im bergigen Südwesten Thessaliens, in der der Stamm der Doloper siedelte.
In der griechischen Mythologie war Ktimene der Heimatort des Argonauten Eurydamas.